# Romênia nos Jogos Olímpicos de Inverno de 1998
A Romênia competiu nos Jogos Olímpicos de Inverno de 1998, realizados em Nagano, Japão.